# Crucea lui Ferentz
Crucea lui Ferentz este o cruce de piatră aflată în municipiul Iași, în cartierul Nicolina, pe o colină situată aproape de malul sudic al râului cu același nume.
Crucea marchează locul unde au fost îngropate în ianuarie 1717 rămășițele unei armate imperiale alcătuită din 300 de secui, comandată de un anume căpitan François (Ferentz) Ernaut, trimisă să îl captureze pe domnitorul moldovean Mihai Racoviță (1703-1705, 1707-1709 și 1716-1726).
Crucea lui Ferentz a fost inclusă în Lista monumentelor istorice din județul Iași elaborată în anul 2004 de către Institutul Național al Monumentelor Istorice fiindu-i atribuit codul  IS-IV-m-B-04357 .

## Context istoric
În timpul războiului turco-austriac, izbucnit în 1716, armatele austriece ale împăratului Carol al VI-lea de Habsburg (1711-1740) trecuseră în țările române, dorind să-și extindă stăpânirea. La data de 25 noiembrie 1716, trupele imperiale ocupaseră Bucureștiul și, cu ajutorul localnicilor, ca niște iubitori de lucruri noue, cum zice cronicarul Alexandru Amiras, l-au dus ca prizonier la Sibiu pe domnitorul Nicolae Mavrocordat (1716). Acesta s-a aflat în arestul generalului Étienne de Stainville.
O soartă asemănătoare se pregătea și pentru domnitorul Moldovei, Mihai Racoviță. Imperialii și cătanele (soldați secui, katona) au pătruns în Moldova pe la Cașin, instalându-se în mănăstirile fortificate din Moldova și în Cetatea Neamțului. Domnitorul se afla în scaun de numai un an și pusese biruri și pe mazili (boieri fără funcții publice), motiv pentru care mulți dintre aceștia îi doreau sfârșitul. Trupele imperiale, împreună cu trupe moldovenești aliate, au jefuit târgurile aflate în calea lor.
Domnitorul Mihai Racoviță, neavând bani să plătească mercenari și dispunând numai de o gardă de oameni credincioși, se mutase în Cetățuie, și nici acolo în Cetățuie nu mâne, ce, mâne câte la un locu de nu-lu scia nime; că și boierii săi încă nu erau drepți, ce mulți dintre dânșii se agiunsese cu catanele.
Pe de altă parte, sultanul nemulțumit de prădăciunile săvârșite de austrieci, îi cerea domnitorului să se alieze cu tătarii aflați în Moldova pentru a-i alunga pe cotropitori. Însă domnitorul nu dorea să apeleze la ajutorul acestora, știut fiind faptul că aceștia jefuiau și înrobeau totul aflat în cale.

## Atacul

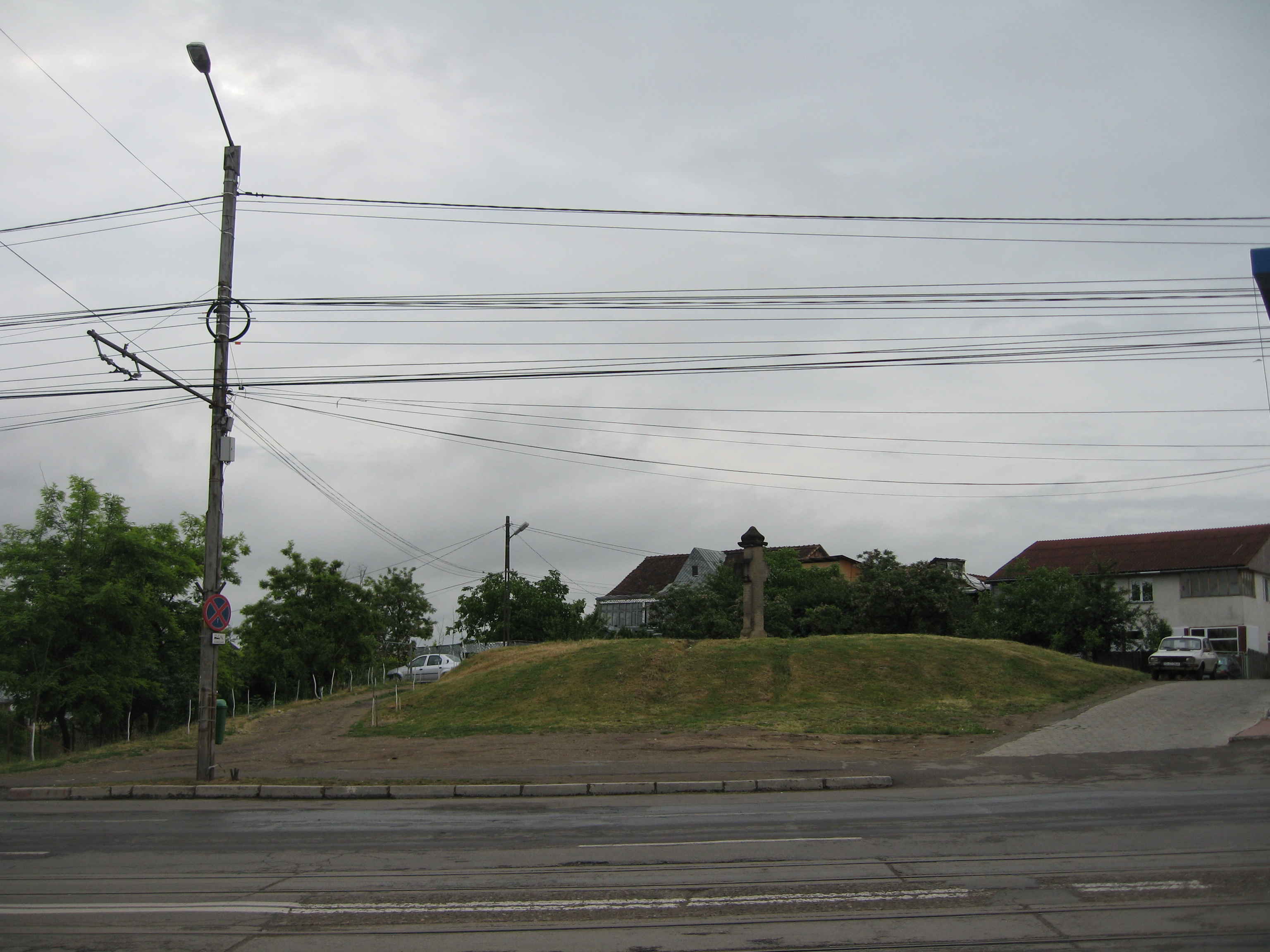
Crucea lui Ferentz

În ziua de 10 ianuarie 1717, în puterea iernii, căpitanul belgian François (Ferentz) Ernaut, conducător al trupelor austriece a intrat în Iași, venit din direcția Pașcani-Cotnari. În același timp, stolnicul Vasile Ceaurul - capul răzmeriței care chemase pe austrieci în țară - lua în robie de la Covurlui pe sora domnitorului, ducând-o în chinuri și necinstire la generalul austriac din Brașov.
Cu câteva zile mai devreme, vreo 2.000 de călăreți tătari au trecut Prutul și s-au stabilit pe valea Mănăstirii Aroneanu, în bivuac, gata să curețe ținuturile de cătane la porunca domnitorului.
Trupele lui Ferentz intrate în Iași numărau în jurul a 100 de soldați austrieci și erau însoțite și de moldoveni care se aliaseră trupelor austriece sub conducerea sulgerului Gheorghieș Velicico din Câmpulung. În total, trupele aflate sub comanda lui Ferentz numărau "800 de oameni" . Auzind de apropierea austriecilor, domnitorul Mihai Racoviță, împreună cu oastea sa, s-a retras la Mănăstirea Cetățuia. El a lăsat de pază la Curtea Domnească aproximativ 200 de slujitori comandați de baș-bulubașul Stoian Sârbul.
Acest incident este povestit cu multe amănunte și în cronici. Ostașii imperiali și moldoveni ajunși în oraș și fiind înfrigurați de gerul aspru, s-au repezit să bea vinul de prin cârciumi, lăcomindu-se să jefuiască, înainte de a câștiga victoria .
Trupele imperiale s-au îndreptat spre Curtea Domnească, unde Stoian Sârbul a deschis porțile fără a se împotrivi. Ele i-au eliberat pe oamenii închiși în temniță, tâlhari și ucigași, dar și pe cei doi fii ai spătarului Miron Cuza. Aceștia s-au alăturat invadatorilor și au pornit toți spre Mănăstirea Frumoasa, unde au așteptat lângă un pod și restul armatei care rămăsese în urmă.
Pe la orele 3 ale serii, trupele imperiale se aflau în jurul Mănăstirii Cetățuia. Înăuntru, slujitorii trăgeau clopotele pentru a-i chema pe tătari în ajutor. Convinși de marele vistiernic și de trimisul turc, pe la orele 5 seara, au sosit din toate părțile călăreții tătari. Din târg s-au alăturat 500 de ostași moldoveni împrăștiați de frig pe la casele lor, precum și negustorii și slujitorii domnești, chemați de domnitor.
Atacați de tătari, imperialii au renunțat să mai asedieze Cetățuia și au coborât la podul de peste heleșteul aflat între mănăstirile Cetățuia și Frumoasa. Deși imperialii foloseau puști, iar tătarii foloseau săgețile și arcanele, în spatele imperialilor au ieșit ostașii aflați la Cetățuie purtând năframe albe la braț, pentru a se deosebi de cătanele moldovenești trădătoare.
Lupta a durat cam trei ore, tătarii lovind năprasnic și despuind pe morți și pe răniți. Cătanele de secui au început să se retragă în pădurile Hlincei, fiind urmăriți de tătari și de moldoveni. Puținele cătane care au scăpat cu viață fugind au degerat de frig pe timpul nopții.
A doua zi, domnitorul Mihai Racoviță a coborât de la Cetățuia la Curtea Domnească pentru a-i judeca pe trădători. Căpitanul Ferentz a fost adus în fața domnitorului legat cu o funie de gât de către tătari. La sfatul turcilor, el l-a răscumpărat pe Ferentz de la Cantemir-Mârza, hanul tătarilor, cu 200 galbeni. După ce l-a lovit cu pumnii, domnitorul l-a dat pe căpitanul imperial pe mâna lui Ali Agca care l-a decapitat în fața Porții de la Curtea Domnească, "ca să iee pildă și alții să nu mai vie la Moldova". (A. Amiras) Trupul căpitanului a rămas acolo timp de câteva zile ca pildă și pentru alții .
Domnul a ordonat ca cei 30 de moldoveni făcuți prizonieri cu această ocazie să fie spânzurați. Din porunca domnitorului, spătarul Miron Cuza, ai cărui fii se înrolaseră în oștile habsburgice, a fost spânzurat de scrânciobul de la curte, iar nepotul egumenului de la Mănăstirea Cașin, bănuit de conlucrare cu cătanele, a fost ars de viu .
Trupurile celor uciși (în număr de 500-600) printre care se afla și cel al lui Ferentz au fost strânse lângă Fântâna Parasca, la drumul cel mare al Țarigradului în preajma Cetățuiei. "Și-au pus pământ peste dânsele și au făcut o movilă mare și lângă movilă cerdacu de piatră și au îngropatu și un stâlpu de peatră în mijlocul cerdacului pre care au scris toată întâmplarea." (A. Amiras) În total, sub colina pe care se află azi Crucea, au fost îngropați circa 600 de soldați imperiali și moldoveni.
Domnul a construit acolo și un foișor (cerdac) de piatră. Movila pe care a fost ridicat Cerdacul lui Ferentz - în locul numit "La Părasca" - și crucea cu inscripția se pot vedea și astăzi lângă șoseaua care străbate târgușorul Nicolina .
Într-un document dat de către domnul Mihai Racoviță la 10 ianuarie 1717 pentru a se acorda scutiri de dări Mănăstirii Cetățuia se notează că: "Frință căpitanul au venit cu nemții și cu cătane ca să ne ia pe noi, precum au luat pe domnul muntean de la scaunul din București... și ne-au lovit joi, la 8 ceasuri din zi. Și lovindu-ne fără veste în curte cu război, apărându-ne, am mers la mănăstire la Cetățuia. Și în mănăstire, înconjurându-ne, ne-au bătut. Și tâmplându-se și o seamă de tătari la sfânta mănăstire la Aron-Vodă, au venit și ei întru ajutor și am ieșit și noi din mănăstire și dând război nemților... i-am înfrânt și o samă dintre ei însăși au căzut la robie, iar o samă au pierit la război. Peste trupurile acelor pieriți s-au făcut movilă... în care movilă este Frință căpitanul cu alte trupuri.
Pe cruce se află o inscripție în slavonă. Unul din brațele crucii este rupt.

## Evenimente ulterioare

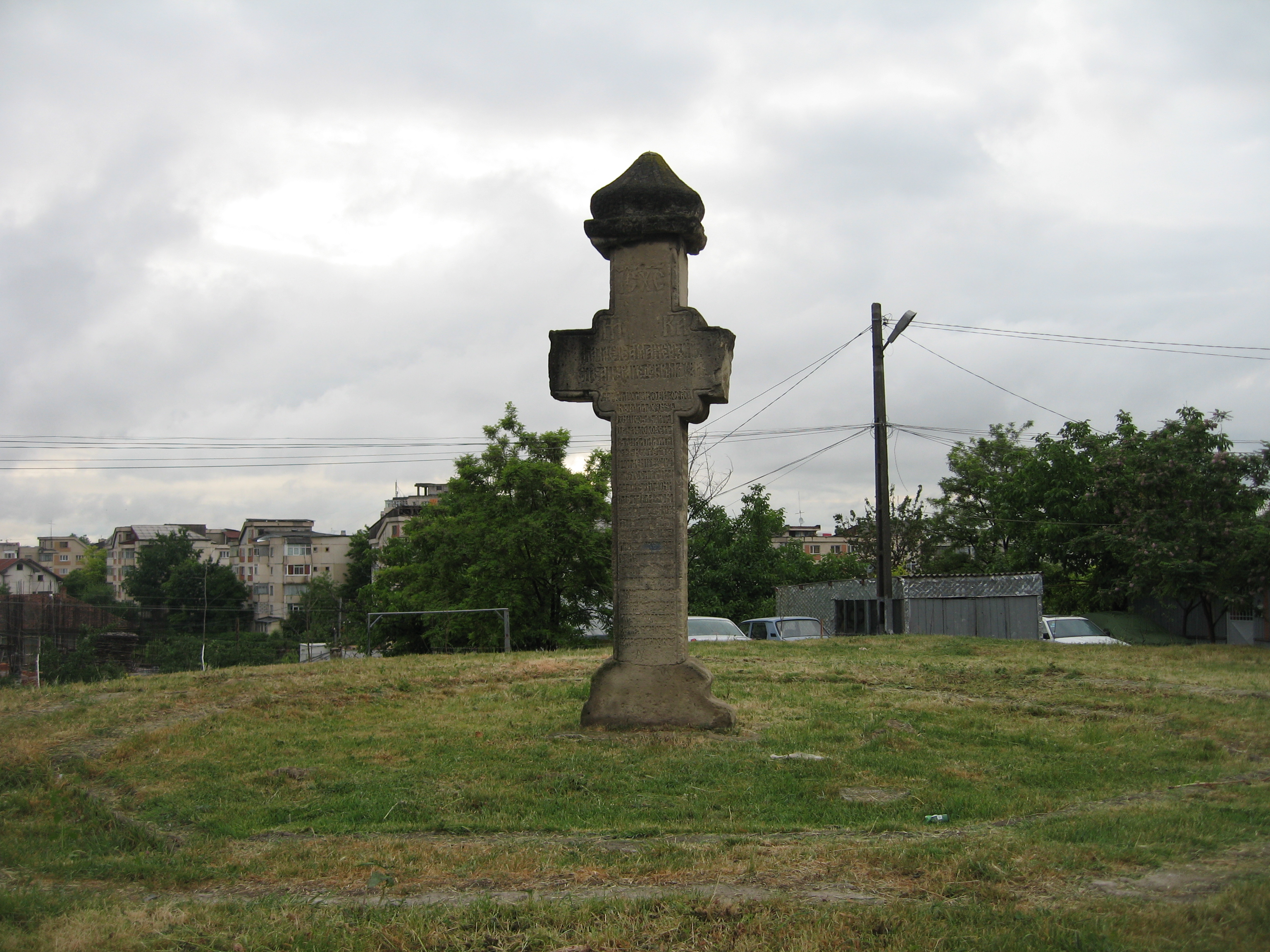
Crucea lui Ferentz

Crucea lui Ferentz a privegheat intrarea în târg până când Iașul s-a tot întins înspre Vaslui. Astăzi, groapa comună a ajuns să fie acum aproape de miezul orașului. În apropierea crucii s-a înălțat un han numit "La Cerdac". Ploile, zăpezile și trecerea vremii au ruinat Cerdacul. Un negustor grec a luat piatra pentru a-și face pivniță, iar un olar făcea pe acolo cuptoare. Din mormântul comun prăbușit, în primăvara anului 1886 ieșeau afară oseminte "bucăți de craniuri, coaste, omoplate". Ziarul "Liberalul" din 30 martie 1886 făcea o descriere a monumentului, cerând repararea acestuia .
La 1 mai 1900, după scrierile vremii, sindicaliștii ieșeni s-au grupat lânga Crucea lui Ferentz, au blestemat războaiele și au aprins lumânări, solidari cu ostașii răposați din toate semințiile . În același an, Primăria a decis ca cei 3.000 de metri pătrați din jurul monumentului să fie împrejmuiți, pentru o mai bună conservare.
După încheierea celor două războaie mondiale a avut loc o creștere semnificativă a populației, dar și o extindere a orașului Iași, fapt ce a dus la parcelarea și împroprietărirea participanților la război, inclusiv pe terenul din jurul Crucii lui Ferentz.
Străvechile ziduri ale hanului "La Cerdac" au fost demolate, împreună cu alte hanuri pline de amintiri, de lucrările de construcție din perioada 1984-1987. Cerdacul de piatră a dispărut în zilele noastre, rămânând doar urmele fundației, iar unul din brațele crucii s-a rupt. Gardul metalic ce a înconjurat apoi crucea a dispărut și el.
La doi pași de monument, a fost ridicată o benzinărie în franciză. Deși patronul benzinăriei s-a angajat să împrejmuiască movila funerară cu un gard metalic, nu s-a făcut nimic până în prezent. În plus, movila a devenit și loc de parcare, patronii profanând groapa comună și cu un pavaj mărunt bătut peste ciolanele oștenilor care odihnesc aici de aproape trei secole .
În zilele de vară, peste mormânt se face plajă și se încing grătare. În apropiere urmează să se ridice o clădire de birouri, excavatoarele scobind la baza movilei. În spatele crucii, s-au ridicat case și cotețe de animale, blocuri cu multe etaje și mai la vale se construiește o biserică ortodoxă.
Recent, primarul municipiului Iași a propus organizarea unui concurs de soluții pentru a pune în valoare monumentul, care are nevoie urgentă de un gard de protecție .

## Fotogalerie

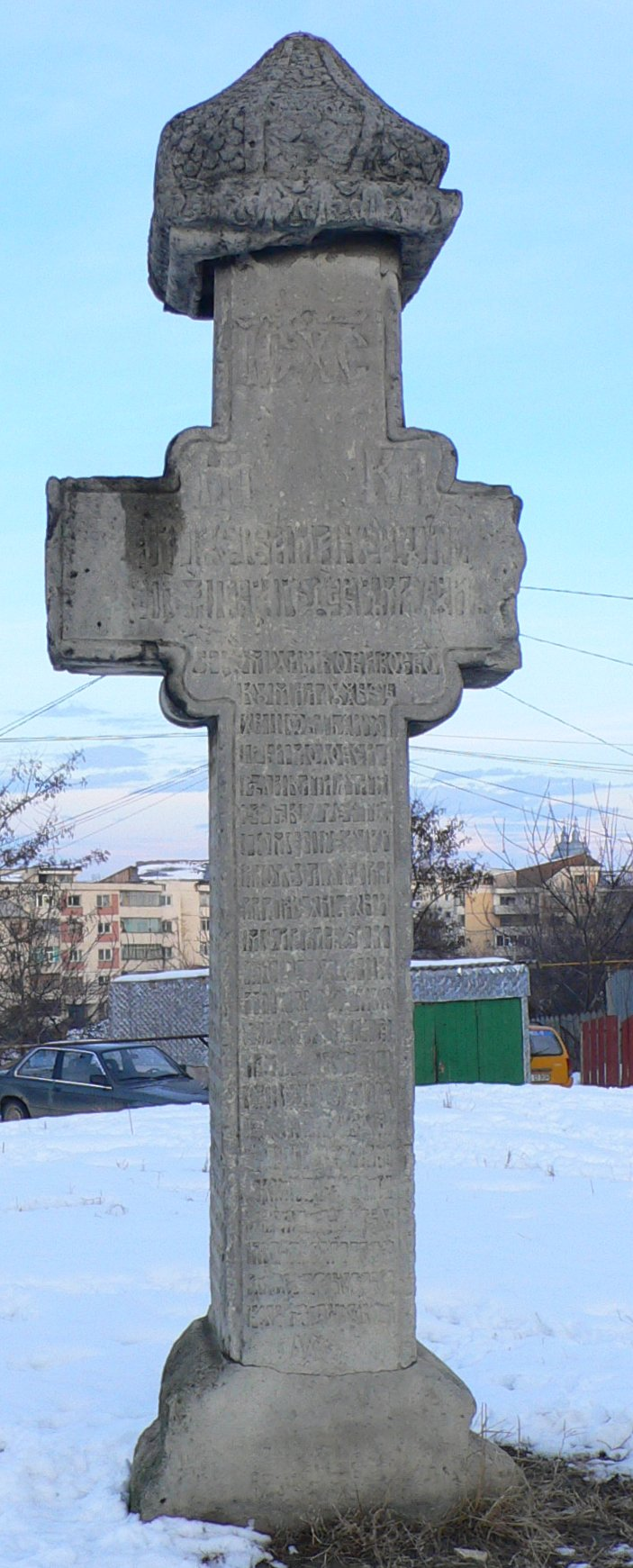
Crucea lui Ferentz
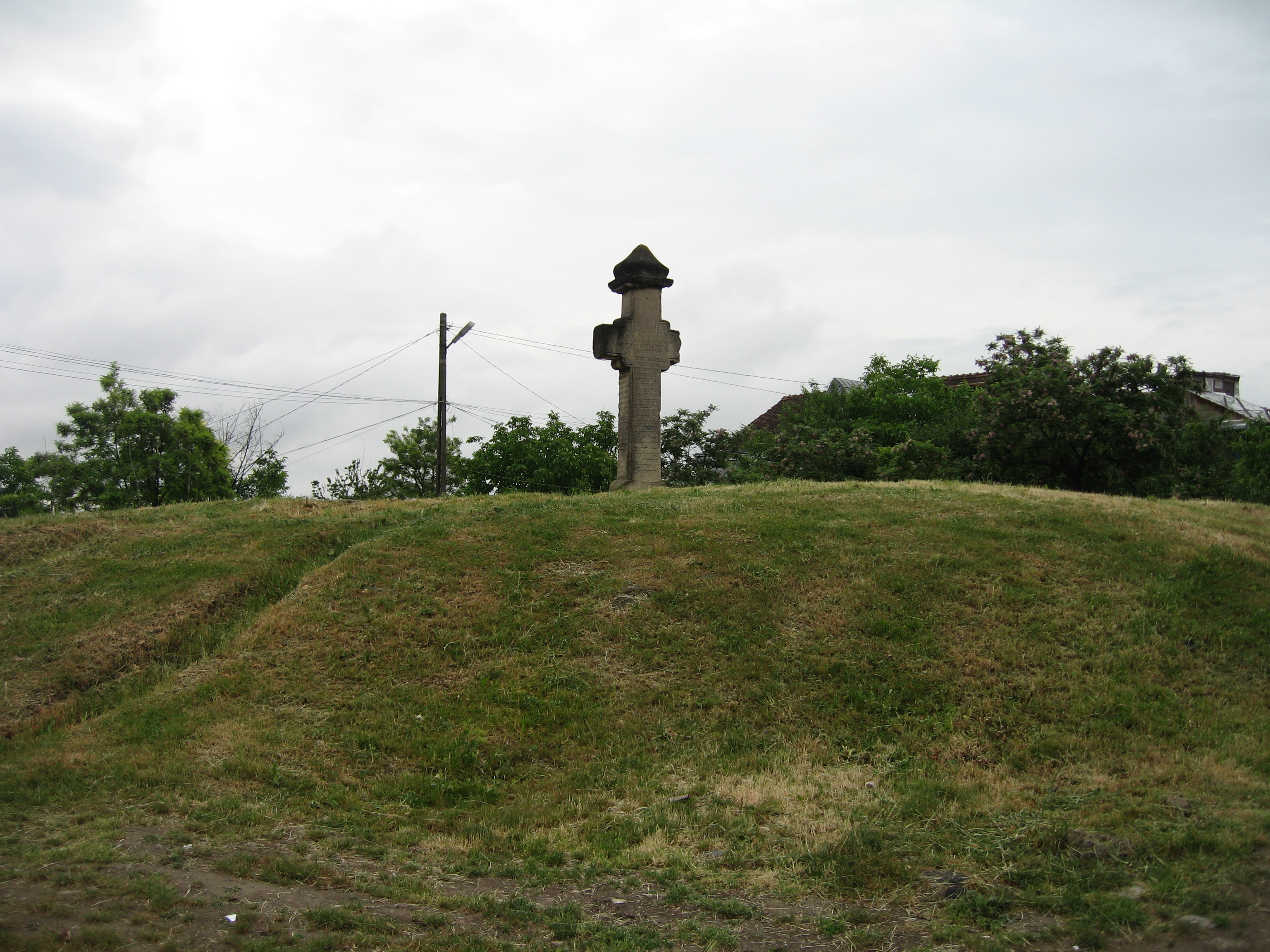
Crucea lui Ferentz
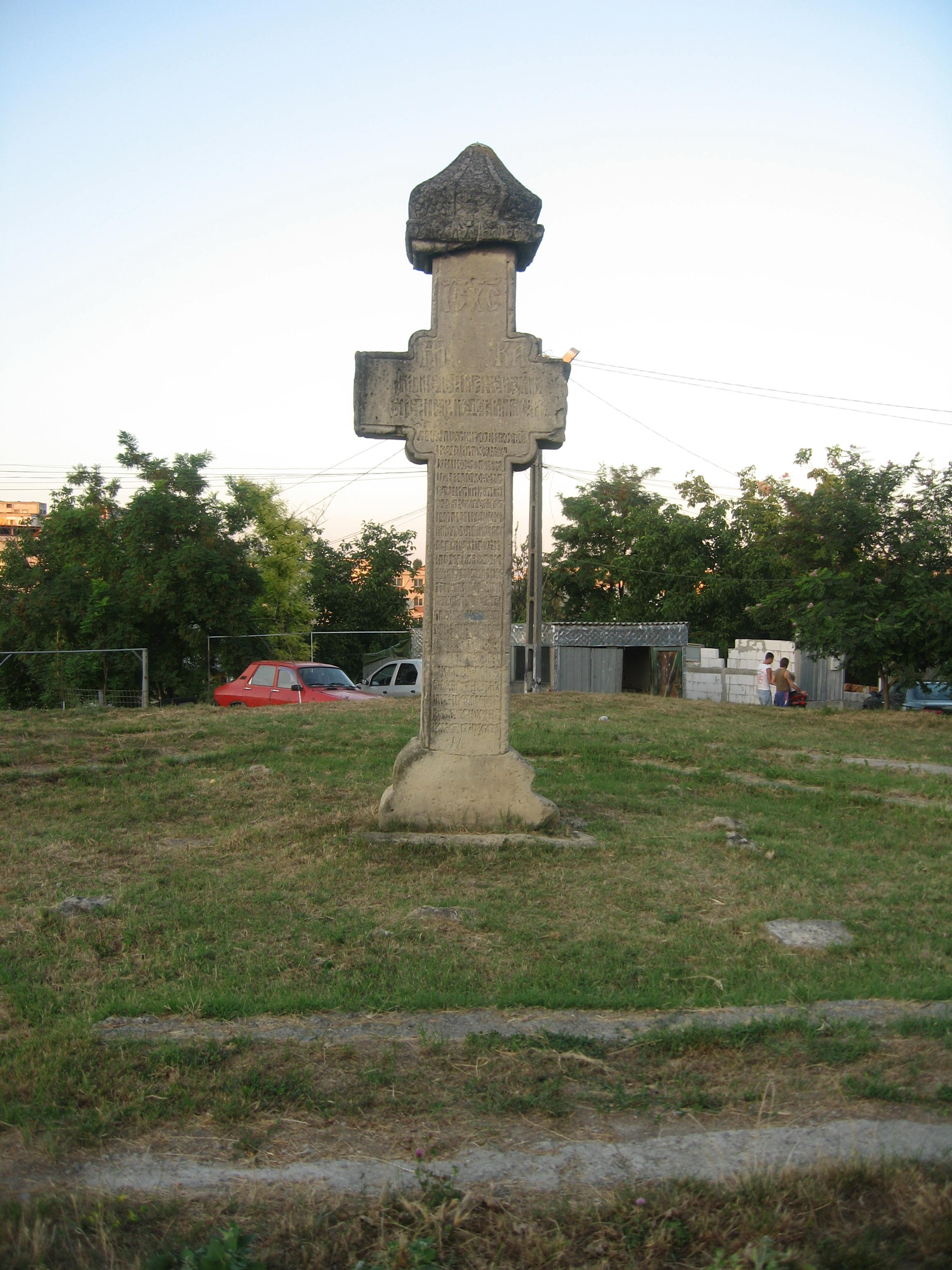
Crucea lui Ferentz
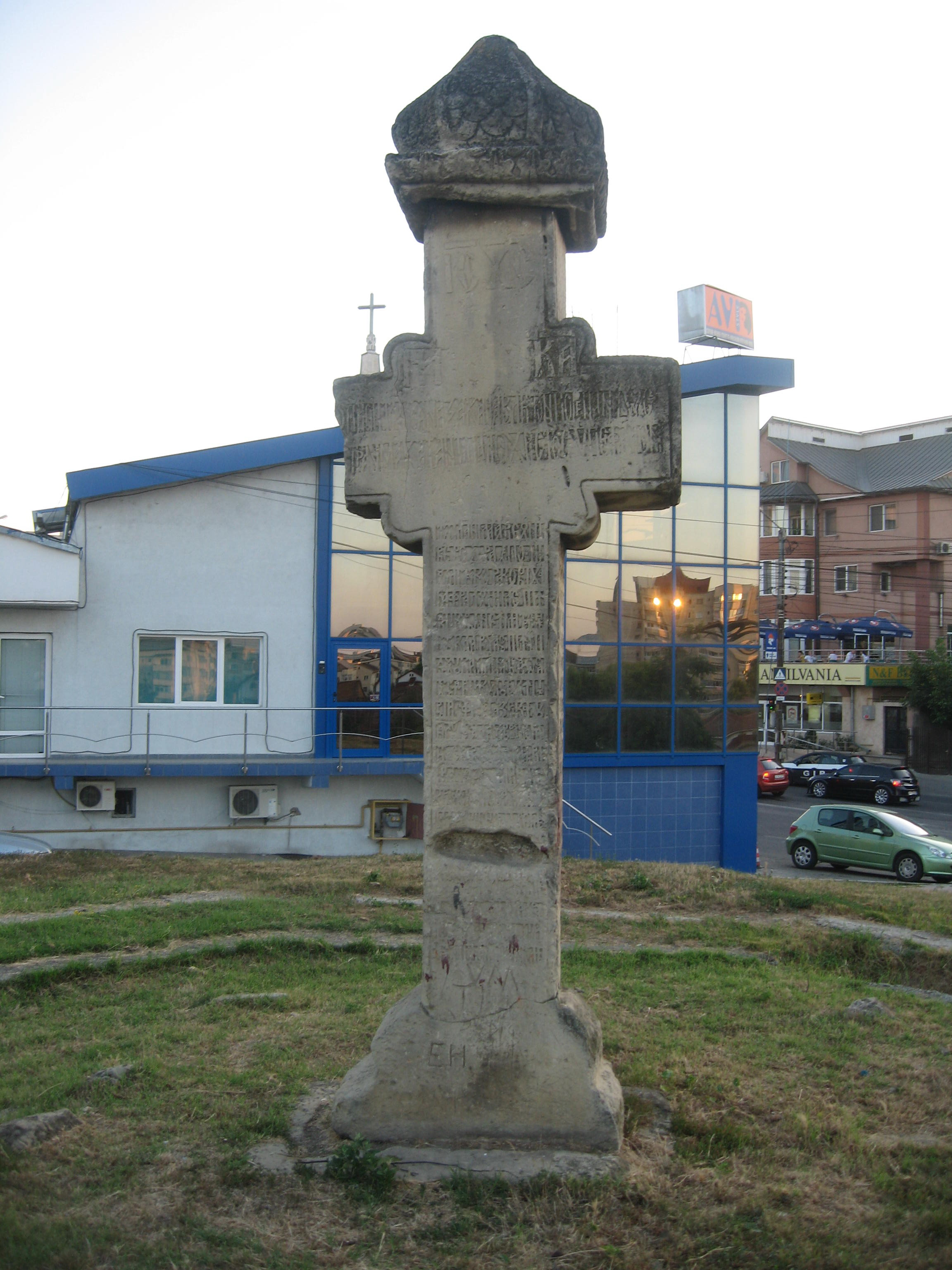
Crucea lui Ferentz